# Isola Dolgij
L'isola Dolgij (in russo: остров Долгий, ostrov Dolgij; in italiano "isola lunga") è un'isola nel mare della Pečora (la parte sud-orientale del mare di Barents), Russia.
Amministrativamente appartiene al Zapoljarnyj rajon del Circondario autonomo dei Nenec, nell'Oblast' di Arcangelo (Circondario federale nordoccidentale).

## Geografia
L'isola Dolgij si trova a nord della baia della Chajpudyra (Хайпудырская губа). L'isola è lunga e stretta, ha una lunghezza di 38 km per 4 km di larghezza massima; la sua parte meridionale si trova a soli 12 km dal continente. Si estende approssimativamente da nord-ovest a sud-est e ci sono isole minori ad entrambe le sue estremità, che sono un prolungamento della stessa struttura sottomarina.
L'isola è piatta, con un'altezza massima di 18 m, ed è caratterizzata dalla presenza di molti piccoli laghi e stagni. La vegetazione è quella tipica della tundra

## Storia
Stepan Gavrilovič Malygin (Степан Гаврилович Малыгин) intraprese un viaggio a partire dall'isola Dolgij nel 1736-1737. C'erano due navi in questa spedizione (un distaccamento della Seconda spedizione in Kamčatka), la Pervyj, comandata da Malygin, e la Vtoroj, al cui comando era il capitano Aleksej Skuratov. Dopo aver imboccato l'allora poco esplorato mare di Kara, navigarono verso la foce del fiume Ob'. Malygin fece delle attente rilevazioni di queste aree fino ad allora quasi sconosciute della costa artica russa e fu in grado di disegnare la prima mappa abbastanza accurata delle coste artiche tra il fiume Pečora e l'Ob.

## Isole adiacenti
- Isola Matveev (ostrov Матвеев) a nord-ovest della punta settentrionale di Dolgij.
- Isola Golec (ostrov Голец), una piccola isoletta ad ovest, vicino alla punta settentrionale.
- Bol'šoj Zelenec (ostrov Большой Зеленец), a sud.
- Malyj Zelenec (ostrov Малый Зеленец), a sud di Bol'šoj Zelenec.